# Howard Everest Hinton
Profesorul Howard Everest Hinton, FRS (24 august 1912 - 2 august 1977) a fost un entomolog britanic. S-a remarcat printr-o cunoaștere enciclopedică a insectelor și a fost pasionat în mod excesiv de gândaci. A publicat 309 de lucrări științifice, multe dintre acestea tratând morfologia și taxonomie insectelor. A fondat și editat Journal of Insect Physiology. El a introdus o etapă suplimentară în metamorfoza insectelor, etapa pupă, în care insecta a produs un nou exoschelet în curs de pregătire pentru ecdysis, dar închis încă în rămășițele celui vechi. El a fost un susținător timpuriu al derivei continentelor, bazată pe relația strânsă dintre gândacii de apă non-migratori din familia Elmidae în râurile din Noua Guinee și din nordul Australiei. A lucrat intens cu ouăle de insecte, studiind în special modul în care respiră.